# Guyver – Dark Hero
Guyver – Dark Hero ist ein US-amerikanischer Science-Fiction-Film, der 1994 erschien. Er basiert auf der Manga-Serie Bio Booster Armor Guyver und ist die Fortsetzung von Mutronics – Invasion der Supermutanten. Es handelt sich um eine Direct-to-Video-Produktion. Der Film erschien in Deutschland am 27. September 1994 auf Video.

## Handlung
Sean Barker ist durch seine Verschmelzung mit dem Guyver, einem inneren Mechanismus, der ihn bei Bedarf in eine unbezwingbare Kampfmaschine verwandelt, noch immer mental angeschlagen. Er gelangt auf der Suche nach dem Ursprung des Guyver zu einer archäologischen Ausgrabungsstätte, die von der Chronos Corporation finanziert wird. Als man dort ein außerirdisches Raumschiff findet, erfährt Sean einiges über die Geschichte der Menschheit und die Herkunft des Guyver. Das Tarnunternehmen Chronos betreibt eine Gruppe Außerirdischer, um „ihren Guyver“ zu finden.

## Kritiken
„Ein bizarres Action-Spektakel, das Urweltmonster mit High-Tech-Effekten kombiniert. Der oft unfreiwillig komische, aber reichlich gewalttätige Film wildert hemmungslos im Fundus neuerer Martial-Arts-, Fantasy- und Science-Fiction-Filme.“

„Trotz massiver Kürzung (Originallänge: 127 Min.!) kommt ‘Guyver Dark Hero’ (Videotitel) nicht in die Gänge, und komödiantische Einlagen lassen den Titelhelden nur noch lächerlicher erscheinen. – Passable Kampfszenen, ansonsten: Schrott pur!“

„Unzumutbarer Action-Horror-Science Fiction-Brei in blutroter Soße.“